# Takovo (Ub)
Takovo (Servisch cyrillisch Таково) is een plaats in de Servische gemeente Ub. De plaats telt 979 inwoners (2002).